# جولي أنتوني
جولي أنتوني (بالإنجليزية: Julie Anthony)‏ هي لاعب كرة مضرب أمريكية، ولدت في 13 يناير 1948 في كاليفورنيا في الولايات المتحدة.

## وصلات خارجية
- جولي أنتوني على موقع رابطة محترفات التنس (الإنجليزية)
- جولي أنتوني على موقع الاتحاد الدولي لكرة المضرب (الإنجليزية)
- جولي أنتوني على موقع خلاصة التنس.كوم (الإنجليزية)